# Gymnema elegans
Gymnema elegans är en oleanderväxtart som beskrevs av Robert Wight och Arn.. Gymnema elegans ingår i släktet Gymnema och familjen oleanderväxter. Inga underarter finns listade i Catalogue of Life.